# 멜라토닌
멜라토닌(영어: melatonin)은 활동일 주기를 조절하는 호르몬이다. 짐승, 식물, 곰팡이, 박테리아에서 볼 수 있는 물질의 하나로, N-아세틸-5-메톡시 트립타민 화학식을 지닌다. 동물에서는 송과선에서 생성, 분비되어 광주기를 예측하는 호르몬이다. 그러나 생물체마다 작용이 다를 수 있다. 동물의 멜라토닌 합성은 다른 생물과는 차이가 있다. 사람의 경우, 인체의 생체 리듬을 조절하고, 생식선 자극 호르몬의 분비를 억제한다. 성선, 갑상선, 부신, 갑상선과 수체 기능을 억제하는 생리적 기능을 가지고 있다.이밖에 성조숙을 억제하고 수체촉진멜라닌분비를 감소시키며 중추신경계기능을 갖고있어 경궐역치를 높이고 기면을 일으킬수 있다.

짐승의 경우, 멜라토닌은 수면 타이밍, 혈압 조절, 계절에 따른 생식 등 생리적 기능의 활동일주기의 동기를 수반한다.짐승에 미치는 멜라토닌의 생물학적 영향들 중 다수가 멜라토니 수용체의 활성화를 통해 이루어지지만, 그 밖의 것들은 범발적이고 강력한 항산화물질 때문에 비롯된다. (핵 및 미토콘드리아 DNA를 보호하는 특정한 역할과 함께)
불면증을 위한 약으로 사용되지만. 멜라토닌은 미국과 캐나다에서 일반의약품으로 판매된다. 다른 국가에서는 처방전이 필요할 수 있다.

## 역사
멜라토닌은 일부 양서류와 파충류들이 자신의 피부색을 바꾸는 구조와 관련하여 처음 발견되었다. 1917년 초, Carey Pratt McCord와 Floyd P. Allen은 소의 송과샘을 올챙이에게 먹이면 어두운 표피 색소포를 축소시켜 피부가 빛이 나는 것을 발견했다.

## 광주기
동물 뿐만 아니라 식물(플로리겐)에서도 이러한 생체리듬에서의 생체 일주기는 빛과 관련되어 광주기로 언급될 수 있는데 이는 수면 및 활동 그리고 체온조절 뿐만 아니라 광주기와 관련된 유전자의 발현과 환경과의 일치를 통한 활성화 등 다양하고 복잡하게 얽힌 생체리듬 시스템의 주기성을 확인할 수 있다.

## 같이 보기
- 도파민
- 세로토닌

## 참고 문헌
- Wade AG, Ford I, Crawford G, McConnachie A, Nir T, Laudon M, Zisapel N (2010). “Nightly treatment of primary insomnia with prolonged release melatonin for 6 months: a randomized placebo controlled trial on age and endogenous melatonin as predictors of efficacy and safety”. 《BMC Med》 8: 51. doi:10.1186/1741-7015-8-51. PMC 2933606. PMID 20712869.